# Света Петка (Криводол)
Вижте пояснителната страница за други значения на Света Параскева.
„Света Петка“ или „Света Параскева“ (на гръцки: Αγίας Παρασκενής Καλλιθέας) е възрожденска църква в драмското село Криводол (Калитеа), Гърция, част от Зъхненската и Неврокопска епархия. Църквата е изградена в 1890 година според плочата, вградена отвън на шестстранната апсида. Някои от иконостасните и другите икони носят датата 1891. Храмът има женска църква със самостоятелен вход от южната страна и трем на западната, леко наклонен на север. В интериора са запазени ценен, изписан с четиримата евангелисти амвон и владишки трон с резбован балдахин.
Според Георги Стрезов в 1891 година църквата е подчинена на Вселенската патриаршия. Църквата е обновена в 1924 – 1926 година, както е показано на някои икони и на резбованите врати.